# Kritolaos (Feldherr)
Kritolaos (altgriechisch Κριτόλαος; † 146 v. Chr.) war ein im 2. Jahrhundert v. Chr. lebender Stratege des Achaiischen Bundes. Er betrieb eine antirömische Politik und trug damit maßgeblich zum Ausbruch des Krieges zwischen dem Achaiischen Bund und den Römern bei. Nach der Niederlage des Bundes, die Kritolaos nicht mehr erlebte, verlor Griechenland de facto endgültig seine Freiheit.

## Leben
Kritolaos wurde 147 v. Chr. als Nachfolger des Diaios von Megalopolis Stratege des Achaiischen Bundes und war ein genauso erbitterter Gegner der Römer wie sein Vorgänger. Der Konflikt zwischen dem Bund und den Römern hatte sich damals bereits zugespitzt. Eine römische Gesandtschaft war unter der Führung von Sextus Iulius Caesar nach Griechenland gereist; sie wiederholte auf der Bundesversammlung der Achaier in Aigion schon früher gestellte Forderungen des Senats und verlangte Genugtuung für die einer früheren Delegation in Korinth zugefügten Unerquicklichkeiten. Kritolaos machte Sextus Iulius Caesar bei dieser Gelegenheit Hoffnung, dass auf einer anderen Versammlung in Tegea eine friedliche Lösung der Streitigkeiten gefunden werden könne und Vertreter der Konfliktparteien – Spartaner, Achaier und Römer – das Verhältnis Spartas zum Achaiischen Bund endgültig klären würden. Insgeheim riet er jedoch den anderen Bundesmitgliedern von der Teilnahme an dem Treffen mit den Römern und Spartanern ab. In Tegea erklärte er den römischen und lakedaimonischen Delegierten, er habe ohne Zustimmung der ganzen Bundesversammlung keine Befugnis, Zugeständnisse zu machen; er wolle aber die Verhandlungen der nächsten Bundesversammlung, die in sechs Monaten zusammentreten würde, vortragen. Die römischen Gesandten kehrten daraufhin unmutig unverrichteter Dinge nach Rom zurück.
Danach unternahm Kritolaos eine Rundreise durch die achaiischen Städte, wiegelte das Volk allerorten durch demagogische Reden gegen die Römer auf und versuchte es für seine Sache zu gewinnen. Zu diesem Zweck erzwang er von den Magistraten mehrerer Poleis das Versprechen, dafür zu sorgen, dass kein Schuldner seine Verbindlichkeiten zahlen müsse, ehe der erwartbare Krieg gegen Rom beendet wäre. Mit diesen und ähnlichen Methoden sicherte er sich den Zuspruch der Massen. In Theben verfolgte der Boiotarch Pytheas die gleiche antirömische Politik. Auch die Stadt Chalkis trat der antirömischen Koalition bei. Dann berief Kritolaos im Frühling 146 v. Chr. eine Versammlung des Achaiischen Bundes nach Korinth ein, die außergewöhnlich viele Personen meist der unteren Volksschichten wie Handwerker, Matrosen und Fabrikarbeiter besuchten. Der römische Prätor Quintus Caecilius Metellus Macedonicus, der weiterhin an die Möglichkeit einer friedlichen Einigung glaubte, hatte eine Gesandtschaft zu dieser Bundesversammlung geschickt, um die Achaier zum Einhalten der Ruhe zu mahnen. Doch die Reden der Römer wurden durch den Lärm der Teilnehmer der Versammlung übertönt. Kritolaos hielt fanatische Reden gegen die Römer, die man nicht zu Herren habe wolle, und stieß damit beim griechischen Publikum auf begeisterten Jubel. In der Folge mussten die römischen Gesandten die Rednertribüne verlassen. Auch moderate Achaier bemühten sich erfolglos, Kritolaos und seine Anhänger zu einem weniger konfrontativen Kurs zu bewegen. Stattdessen umgab sich Kritolaos mit einer Leibwache,  drohte den seinen Plänen abgeneigten Personen Gewalt an und brandmarkte sie gegenüber der Menschenmenge als Verräter. Daraufhin zogen sich seine Gegner zurück, und der Bruch mit Rom war unvermeidlich geworden.
Der Achaiische Bund erklärte nun Sparta den Krieg, das unter dem besonderen Schutz von Rom stand. Kritolaos erhielt außerordentliche Vollmachten zugesprochen und es wurde ein starkes Bundesheer rekrutiert. Das bisher nachsichtige Verhalten der Römer erklärte Kritolaos als deren Schwäche, aufgrund derer sie keinen Krieg gegen die Achaier wagen würden. Außerdem versuchte er seine Landsleute mit der Aussicht auf Allianzen mit mächtigen Fürsten anzuspornen, doch blieben solche Hoffnungen unerfüllt. Mit einer beträchtlichen Armee zog er gegen die Stadt Herakleia am Oita, um sie für ihren Abfall vom Achaiischen Bund zu bestrafen. Auf römischer Seite übernahm einstweilen Metellus die Kriegsführung, da der vom Senat mit dem Oberbefehl in Griechenland betraute Konsul Lucius Mummius noch nicht eingetroffen war. Metellus drang mit seinen Legionen über den Sperchios vor und erschien in der Nähe von Herakleia. Sofort hob Kritolaos die Belagerung der Stadt auf und floh südwärts in Richtung des Peloponnes. Er ließ nicht einmal die Thermopylen besetzen, so dass Metellus ungehindert in Mittelgriechenland eindringen konnte. Der Prätor verfolgte das fliehende achaiische Bundesheer sehr rasch, holte es nahe der Stadt Skarpheia in Lokris ein und errang in einer Schlacht einen vollständigen Sieg. Zahlreiche Griechen fielen, und mehr als tausend weitere gerieten in römische Kriegsgefangenschaft. Kritolaos selbst blieb nach der Schlacht verschwunden. Zwar behauptet der Geschichtsschreiber Titus Livius, dass Kritolaos sich vergiftet habe, doch scheint die Vermutung des antiken Reiseschriftstellers Pausanias wahrscheinlicher, dass er in den küstennahen Sümpfen umkam.